# Волгоградский государственный цирк
Волгоградский государственный цирк — цирк в Волгограде, расположенный на Краснознаменской улице, 15 в Центральном районе города.

## История
Первый цирк летнего типа в  Царицыне был построен братьями Никитиными в начале 1900-х годов, однако сразу после революции это здание было разобрано на дрова. В 1927 году коллектив артистов выстроил на свои средства на берегу реки Царицы летний цирк под брезентовой крышей. Весной 1932 года на территории Тракторного завода был открыт новый цирк на 3000 мест. Это здание было разрушено во время Великой Отечественной войны. Летом 1943 года по завершении Сталинградской битвы в Комсомольском саду города усилиями М. М. Псалти был разбит цирк-шапито.
Волгоградский цирк в его современном виде был открыт в 1967 году. Он был построен по специальному проекту, созданному институтом «Волгоградгражданпроект». Архитектор здания К.В. Дынкин. Впервые для цирка был спроектирован универсальный зал на 1860 мест, что позволяло устраивать концерты и демонстрировать широкоформатные фильмы на большом экране.
Первым директором нового цирка стал М. М. Псалти. За более чем пятидесятилетнюю историю в разные годы здесь выступали звёзды советского и российского цирка: Ирина Бугримова, Михаил Румянцев (Карандаш), Юрий Дуров, Олег Попов и другие.
В 2023 году здание цирка закрыто на реконструкцию. Окончание работ запланировано на 2025 год.